# 克拉蘇里河
42°58′16″N 41°03′58″E / 42.97111°N 41.06611°E
克拉蘇里河是格魯吉亞的河流，位於該國西部阿布哈茲，河道全長42公里，流域面積220平方公里，發源自大高加索山脈，最終注入黑海。